# Głodowo (województwo warmińsko-mazurskie)
Głodowo – wieś w Polsce, w sołectwie Niedźwiedzi Róg, położona w województwie warmińsko-mazurskim, w powiecie piskim, w gminie Ruciane-Nida. W latach 1975–1998 miejscowość administracyjnie należała do województwa suwalskiego.